# Jean Prenant

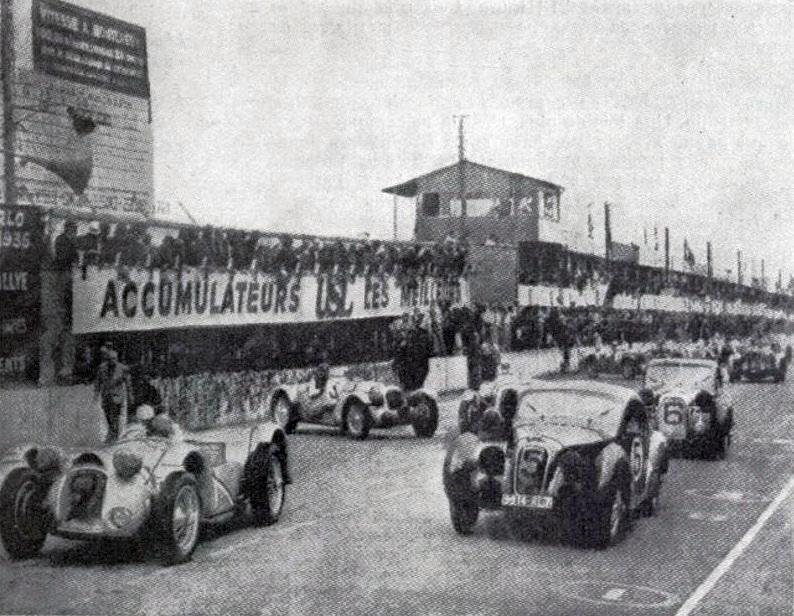
Start zum 24-Stunden-Rennen von Le Mans 1938; rechts der Talbot T150SS Coupe von André Morel und Jean Prenant mit der Startnummer 5

Jean André Prenant (* 1. September 1909 in Asnières-sur-Seine; † 12. Dezember 1943 in Paris) war ein französischer Autorennfahrer.

## Karriere als Rennfahrer
Jean Prenant war Ende der 1930er-Jahre bei einigen Sportwagenrennen am Start. 1938 meldete er einen Talbot T150SS Coupe beim 24-Stunden-Rennen von Le Mans und erreichte mit seinem Teamkollegen André Morel den dritten Rang in der Gesamtwertung. Beim 12-Stunden-Rennen von Paris fuhr er gemeinsam mit Eugène Chaboud einen Delahaye 135 CS und kam als Gesamtvierter ins Ziel.

## Statistik

### Le-Mans-Ergebnisse
| Jahr | Team         | Fahrzeug            | Teamkollege | Platzierung | Ausfallgrund |
| ---- | ------------ | ------------------- | ----------- | ----------- | ------------ |
| 1938 | Jean Prenant | Talbot T150SS Coupe | André Morel | Rang 3      |              |